# Tychy Świerczyniec
Tychy Świerczyniec – nieczynny przystanek kolejowy w Bieruniu, w dzielnicy Bieruń Stary, w województwie śląskim, w Polsce. Mieści się przy ulicy Świerczynieckiej.